# Jahrsau

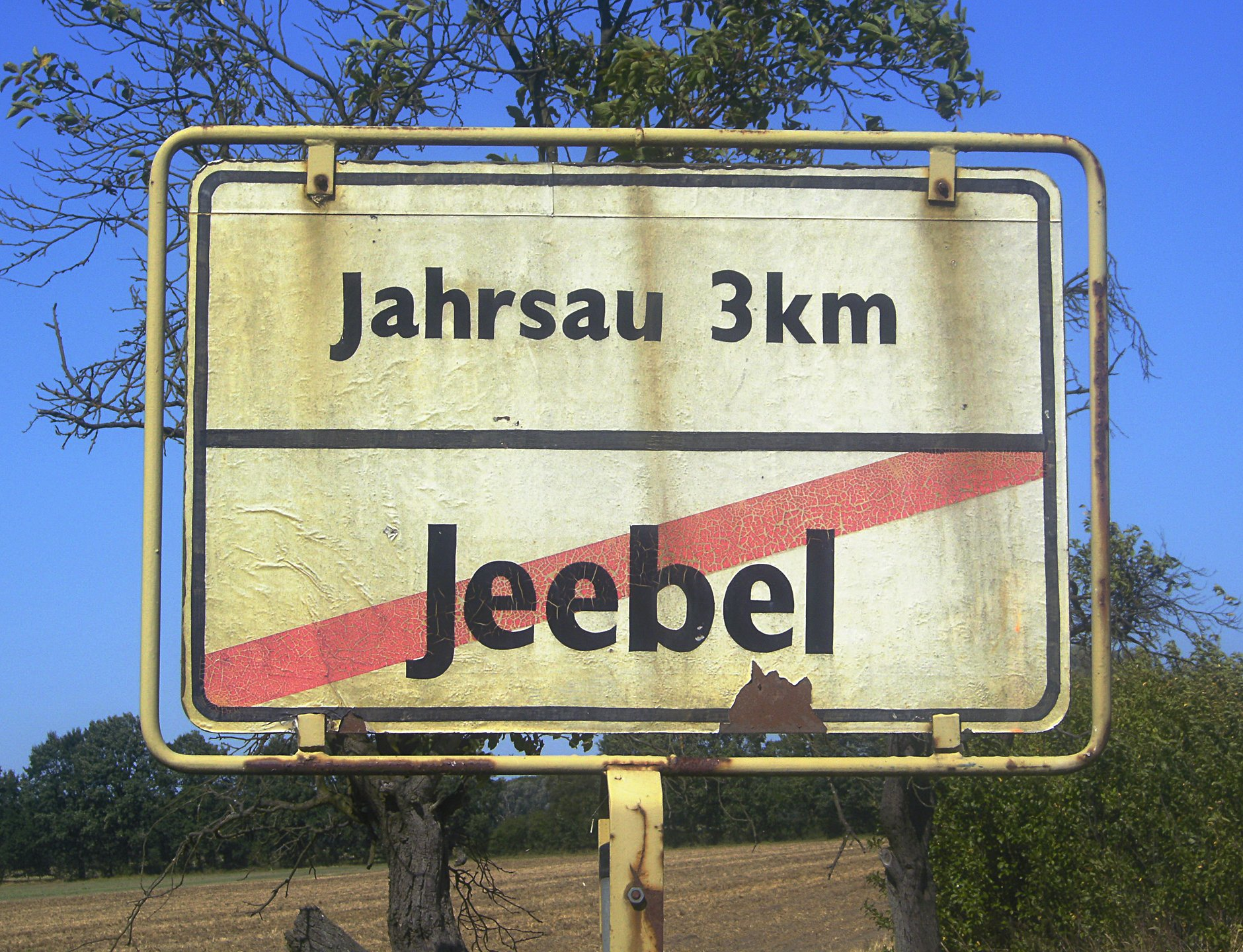
Ein altes Ortsschild von Jeebel zeugt noch von der ehemaligen Siedlung.

Die Wüstung Jahrsau (Jeebel-Jahrsau) war vom 14. Jahrhundert bis zur endgültigen Schleifung im Jahr 1970 ein Rundlingsdorf in Sachsen-Anhalt an der ehemaligen innerdeutschen Grenze nordöstlich von Salzwedel. Heute führt die kopfsteingepflasterte Zugangsstraße nur noch zu einer Informationstafel, Obstbäumen und wenigen überwachsenen Mauerresten am ehemaligen Dorfplatz.

## Geografie
Jahrsau liegt am Rand eines Hügels, der sich aus dem umgebenden ehemaligen Feuchtgebiet erhebt, unweit von Salzwedel im sogenannten „Jahrsauer Sack“, einer Ausbuchtung der Landesgrenze Sachsen-Anhalts bei Riebau-Jeebel ins benachbarte Niedersachsen, etwa drei Kilometer nordöstlich von Jeebel.

## Geschichte
Jahrsau war ein Rundplatzdorf mit einer Kapelle. Im Jahre 1945 gab es vier Höfe, denen zusammen 187 Hektar Land gehörten.
Erstmals erwähnt wird das Dorf im Landbuch der Mark Brandenburg von 1375 als Jarsowe, das den von der Schulenburg gehörte. Weitere Nennungen sind 1428 Jarsow, 1540 Garchow, 1541 Gorschow, 1598 Garsow, 1687 Jarsow und schließlich 1804 Jahrsau. Sowohl im Dreißigjährigen Krieg wie auch in den Napoleonischen Kriegen wurde es übersehen, weil es abgelegen und nur von Süden aus zugänglich war.
Nach der deutschen Teilung war Jahrsau nach drei Seiten von der innerdeutschen Grenze eingeschlossen. Von Seiten der DDR bestand die Meinung, das Dorf liege zu nahe an der innerdeutschen Grenze und man wolle ein freies Schussfeld schaffen. Bis zur Vertreibung von drei Familien im Jahr 1952 im Rahmen der Aktion „Ungeziefer“ der Stasi und der Volkspolizei bestand das Dorf aus vier Bauernhöfen. Die drei Familien mussten am Morgen des 6. Juni 1952 ihre Häuser verlassen und wurden nach Delitzsch zwangsausgesiedelt. 1961 wurden auch die letzten Bewohner unter der Aktion „Kornblume“ zwangsausgesiedelt.
Im März 1970 wurde das Dorf durch Einebnung aller Gehöfte und Zerstörung der neogotischen Kapelle endgültig geschleift.
Im August 1993 wurde die „Wüstung Jahrsau“ einschließlich des 200 Meter entfernten Zaunabschnittes der ehemaligen innerdeutschen Grenze unter der Bezeichnung „Grenzsicherungsanlage“ als eines der Zeugnisse der deutschen Teilung durch das Landesamt für Denkmalpflege in die Liste der Denkmale des Landes Sachsen-Anhalt aufgenommen, siehe Liste der Kulturdenkmale in Salzwedel.

### Überlieferte Gegenstände
Einzige erhaltene Gegenstände des ehemaligen Dorfes sind die Kirchenglocke und Teile des spätgotischen Schnitzaltares von 1499 aus der Dorfkapelle. Matthias Friske berichtete im Jahre 2021, dass Teile der Altarretabel offenbar in die Kirche von Riebau gebracht wurden, wie aus einem Foto von 1960 hervorgeht, das die dortige Empore der Kirche zeigt. Im Jahr 2011 wurden Frauenfiguren des Altars und die Marienkrönung in der Salzwedeler Katharinenkirche wiederentdeckt. Von anderen Teilen des Altars fehlt bislang jede Spur. Die Kirchenglocke von 1488 befand sich bis 2019 in der Kapelle von Klein Chüden und wurde zusammen mit der Kirche in das Freilichtmuseum Diesdorf umgesetzt.

### Eingemeindungen
Am 20. Juli 1950 wurde die Gemeinde Jahrsau aus dem Landkreis Salzwedel in die Gemeinde Jeebel eingemeindet. Mit der Eingemeindung von Jeebel nach Riebau am 1. Januar 1963 kam der Ortsteil Jahrsau zur Gemeinde Riebau.

### Herkunft des Ortsnamens
Jürgen Udolph führt den Ortsnamen auf einen slawischen Personennamen zurück.

### Einwohnerentwicklung
| Jahr | Einwohner |
| ---- | --------- |
| 1734 | 37        |
| 1774 | 32        |
| 1789 | 45        |
| 1798 | 46        |
| 1801 | 49        |
| 1818 | 30        |

| Jahr | Einwohner |
| ---- | --------- |
| 1840 | 61        |
| 1864 | 40        |
| 1871 | 46        |
| 1885 | 40        |
| 1892 | [0]39     |
| 1895 | 30        |

| Jahr | Einwohner |
| ---- | --------- |
| 1900 | [0]36     |
| 1905 | 30        |
| 1910 | [0]28     |
| 1925 | 27        |
| 1939 | 26        |
| 1946 | 38        |

Quelle wenn nicht angegeben

## Religion
Die evangelischen Christen aus Jahrsau waren in die Kirchengemeinde Riebau eingepfarrt, die früher zur Pfarrei Groß Chüden gehörte.

## Sage aus Jahrsau
Friedrich Krüger überlieferte im Jahre 1859 die folgende Geschichte. In Jahrsau wird „der Laurentiustag (10. August) sehr strenge durch Gottesdienst gefeiert. Der Sage nach sei vor vielen Jahrhunderten dieser Festtag angeordnet zum Andenken an das Ende einer ungeheuren Verheerung, die die Feldmark durch Feldmäuse erlitten hatte.“ Hanns H. F. Schmidt überliefert die Sage 1994 unter dem Titel „Die Feldmäuse“.
Wilhelm Zahn meinte, es ist möglich, dass das Fest ursprünglich das Kirchweihfest war und der Heilige Laurentius der Kirchenpatron war.